# Werner Hofmann (Politiker, 1931)
Werner Hofmann (* 20. April 1931 in Kempten (Allgäu); † 8. August 2016 in München) war ein deutscher Kirchenjurist und bayerischer Senator.

## Leben
Hofmann besuchte die Volksschule und die Oberrealschule in Kempten und in Berlin, wo er 1949 sein Abitur machte. Daraufhin studierte er Jura und Volkswirtschaft in Göttingen und München, legte 1952 die erste und 1956 die zweite Staatsprüfung ab. Im selben Jahr wurde er vom Landgericht Kempten zum Richter auf Probe ernannt. 1954 promovierte er in München und trat 1958 in den Kirchendienst ein, wo er Kirchenanwalt, Oberkirchenrat und Vorstand der weltlichen Abteilung war. Von 1972 bis 1996 leitete er das Landeskirchenamt der Evangelischen Kirche in Bayern. Er gehörte von 1967 bis 1997 der Synode und dem Rat der Evangelischen Kirche in Deutschland an. Von 1980 bis 1985 war er Vorsitzender des Gemeinschaftswerkes der Evangelischen Publizistik (GEP) und von 1986 bis 1996 Vorsitzender des Diakonischen Rates. 1995 wurde er zum Senator ernannt, dem Bayerischen Senat gehörte er von Anfang 1996 bis zur Auflösung 1999 an.
Hofmann erhielt 1969 für seine Verdienste um die Volksschulreform den Bayerischen Verdienstordens und war Träger des Bundesverdienstkreuzes Erster Klasse. Er starb 2016 im Alter von 85 Jahren in München.